# Bagatelle (Diego Martín)
Bagatelle es una localidad de Trinidad y Tobago, que forma parte de la región de Diego Martín.

## Geografía
La localidad abarca parte de la isla Trinidad y limita al norte con el mar Caribe, North Post y Patna Village, al sur con Covigne y Green Hill Village, al este con River Estate y Blue Basin y al oeste con Chaguaramas.

## Demografía
Datos demográficos de la localidad de Bagatelle:
| Gráfica de evolución demográfica de Bagatelle entre 2000 y 2011 |
|                                                                 |